# آیبیس باجت
آیبیس باجت (انگلیسی: Ibis Budget) شرکت مهمان‌نوازی فرانسوی است، که در سال ۲۰۱۱ تأسیس شد.